# Moderata studenter (kårparti)
Moderata studenter är namnet på kårpartier som finns representerat i bland annat Stockholms universitets studentkårs, Umeå studentkårs och Karlstad studentkårs fullmäktige.
Moderata Studenter var tidigare också ett kårparti vid Lunds studentkår. Partiet bildades 1982 genom att en falang inom Fria Studenter (FRIS) med förankring till Fria Moderata Studentföreningen, FMS-Lund (numera Studentföreningen Ateneum), bröt sig ut och bildade ett eget ideologiskt renodlat moderat kårparti. Liksom övriga lundensiska kårpartier upplöstes Moderata studenter i samband med fakultetskårsreformen 1996.
Namnet Moderata studenter används också för en sektion inom Moderata ungdomsförbundet.